# Allophryne ruthveni
Espèce
Synonymes
- Sphoenohyla seabrai Bokermann, 1958

Statut de conservation UICN

 LC  : Préoccupation mineure
Allophryne ruthveni est une espèce d'amphibiens de la famille des Allophrynidae.

## Répartition

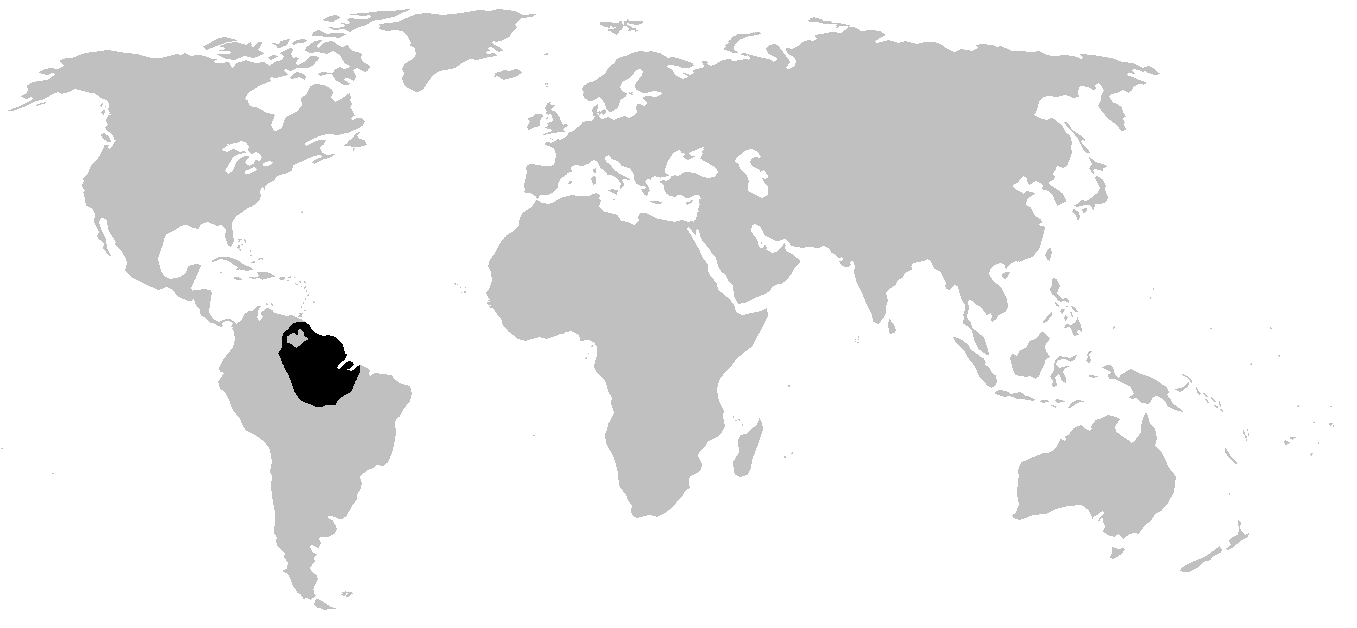
Distribution

Cette espèce se rencontre :
- dans le Sud du Venezuela ;
- au Guyana ;
- au Suriname ;
- en Guyane ;
- au Brésil en Amazonas, au Rondônia, au Mato Grosso, au Pará, en Amapá et au Roraima.

Sa présence en Bolivie et en Colombie est incertaine.

## Description
Les mâles mesurent de 20,6 à 24,6 mm et les femelles de 22 à 31 mm.

## Taxinomie
Sphoenohyla seabrai a été placée en synonymie avec Allophryne ruthveni par Bokermann en 1966.

## Étymologie
Cette espèce est nommée en l'honneur d'Alexander Grant Ruthven.

## Publication originale
- Gaige, 1926 : A new frog from British Guiana. Occasional papers of the Museum of Zoology University of Michigan, vol. 176, p. 1-6 (texte intégral).